# Epania atra
Epania atra är en skalbaggsart som beskrevs av Hayashi 1978. Epania atra ingår i släktet Epania och familjen långhorningar.
Artens utbredningsområde är Taiwan. Inga underarter finns listade i Catalogue of Life.